# Ali Lobasi
Ali Lobasi (en macédonien Али Лобаси) est un village fantôme du sud-est de la Macédoine du Nord, situé dans la municipalité de Radovich. Le village ne comptait aucun habitant en 2002.